# 弗罗因德利希方程
弗罗因德利希方程（英語：Freundlich equation，或称为弗罗因德利希吸附等温线）是吸附等温线其中的一种，吸附等温线建立了吸附在吸附剂上溶质的浓度与在液相中溶质的浓度两者之间的关系。1909年，赫伯特·弗罗因德利希提出了一个经验表达式用以表示每单位质量固体吸附剂上已吸附气体的量与气体压力这两者之间的等温变动。该方程亦被称为弗罗因德利希吸附等温线或弗罗因德利希吸附方程。大体上来说，有两种类型广为接受的吸附等温线：弗罗因德利希吸附等温线与朗缪尔吸附等温线。将被吸附物质的质量对温度作图，就可以得到吸附随温度的变化情况。

## 弗罗因德利希吸附等温线
数学上，弗罗因德利希吸附等温线的表达式为：
{\displaystyle \ {\frac {x}{m}}=Kp^{\frac {1}{n}}}
它亦被写为
{\displaystyle \ \log \left({\frac {x}{m}}\right)=\log(k)+\left({\frac {1}{n}}\right)\log(p)}
或
{\displaystyle \ {\frac {x}{m}}=Kc^{\frac {1}{n}}}
或亦被写为
{\displaystyle \ \log \left({\frac {x}{m}}\right)=\log(k)+\left({\frac {1}{n}}\right)\log(c)}
其中
{\displaystyle x\;\;=} 吸附质的质量
{\displaystyle m\;\;=} 吸附剂的质量
{\displaystyle p\;\;=} 吸附质的平衡压力
{\displaystyle c\;\;=} 溶液中吸附质的平衡浓度

弗罗因德利希等温线的例子，图中显示出吸附量，表示为q（mol/kg），是关于溶液中该物质的平衡浓度c（mol/L）的函数。绘制此图所取的常数分别为K=4且1/n=0.6。

K与n为在特定温度下与给定吸附质与吸附剂下的常数。值得注意的是，由于弗罗因德利希方程是一个经验方程，故其中的参数是没有实际意义的；但K一般随温度的升高而降低，n在0～K之间，大体反映压力对吸附量影响的强弱。
據實驗結果在高压力下吸附的限度与压力无关，故{\displaystyle 1/n=0}。但是此式n不能隨壓力變化，所以在某些溫度時此式表明在高压力下吸附仍与压力有关。

## 弗罗因德利希吸附等温线的局限性
根据实验，在达到饱和压力Ps前，可以确定吸附的限度是直接随着压力而变化的。高于饱和压力点时，即使施加更高的压力，吸附速率也会达到饱和。因此，弗罗因德利希吸附等温线在描述高压情况下的吸附是失败的。